# Partito Evangelico Svizzero
Il Partito Evangelico Svizzero (PEV) (in tedesco Evangelische Volkspartei der Schweiz, in francese Parti Evangelique Suisse, in romancio Partida evangelica da la Svizra) è un partito politico svizzero di matrice protestante, che si ispira al Cristianesimo democratico ed è attivo principalmente nei cantoni di Berna, Basilea Campagna, Basilea Città, Argovia e Zurigo.
L'EPV venne fondato nel 1919 con il nome di Partito Cristiano Protestante. Nel 1994 il partito assunse il nome attuale. Alle elezioni del 2003 ottenne 3 seggi, dato pressoché identico a quello delle elezioni precedenti. Ha costituito un gruppo parlamentare unitario con l'Unione Democratica Federale. Ha una quarantina di deputati cantonali, tutti eletti nei cantoni della Svizzera tedesca.
È un partito centrista con posizioni conservatrici in campo etico (contrario ad aborto e matrimonio tra persone dello stesso sesso), ma progressiste in campo economico ed ambientale.
L'EVP è un membro del Movimento Politico Cristiano d'Europa (EPCM) ed è stato in precedenza membro osservatore del Partito Popolare Europeo (PPE) fino al 2008.
Nell'Assemblea Federale della Svizzera il PEV forma un gruppo congiunto insieme all'Alleanza del Centro.